# Krzysztof Maria Sieniawski
Krzysztof Maria Sieniawski (ur. 4 września 1951 w Warszawie, zm. 26 stycznia 2001 tamże) – polski poeta, tłumacz, krytyk literacki i filmowy.

## Życiorys
Absolwent IX Liceum Ogólnokształcącego im. Klementyny Hoffmanowej. Studiował na Wydziale Polonistyki Uniwersytetu Warszawskiego.
Laureat wielu konkursów poetyckich i translatorskich: między innymi na debiut poetycki 1973 oraz na nowe przekłady wierszy Aleksandra Puszkina w 1977. Był członkiem grupy poetyckiej „Sigma”. Swoje utwory i przekłady publikował w „Poezji”, „Nowym Wyrazie” i „Literaturze na Świecie”, a także w „Przeglądzie Tygodniowym”, „Tu i Teraz” i „Kulturze”.
Uważany za jedną z najważniejszych postaci swojego pokolenia. Postać bardzo niezależna, ale współuczestnicząca niejako gościnnie w najważniejszych wydarzeniach warszawskiej bohemy literackiej. Jeden z najwybitniejszych tłumaczy Siergieja Jesienina, poeta, niekonwencjonalny myśliciel, dramatopisarz i krytyk literacki.
Niezwykle długo czekał na debiut. Debiutował tomikami Serce transkontynentalne w Oficynie Wydawniczej Alma-Press i Eroticon w Wydawnictwie Iskry w 1986. Jego teksty śpiewali Jacek Kaczmarski (1957–2004) i Przemysław Gintrowski (1951–2012).
Jacek Kaczmarski: „...Zaprzyjaźniliśmy się w latach 70-tych poprzez ruch studencki. Sieniawski podobnie jak ja fascynował się kulturą rosyjską. Był znakomitym translatorem, głównie Jesienina. Był to bardzo dziwny człowiek, pokomplikowany, z osobistymi problemami. Ale te wiersze są moim zdaniem znakomite: Przyjaciele, których nie miałem, Śmiech, Epitafium dla Sergiusza Jesienina...” (z książki Krzysztofa Gajdy Jacek Kaczmarski w świecie tekstów, Poznań 2003).
Przemysław Gintrowski debiutował w 1976 na przeglądzie w warszawskiej Rivierze piosenką Epitafium dla Sergiusza Jesienina, której tekst napisał Krzysztof Maria Sieniawski.
Jego teksty śpiewali również Gayga, Maja Chwiejczak, Jacek Majewski, Stefan Brzozowski, Dorian Kucharski. Wiersze Krzysztofa Marii Sieniawskiego tłumaczyła na język rosyjski poetka Eugenia Sławorossowa.
Pracował zawodowo w Fabryce Samochodów Osobowych FSO na warszawskim Żeraniu, w Zakładach Produkcji Materiałów Budowlanych, RSW Prasa-Książka-Ruch, w urzędzie pocztowo-telekomunikacyjnym, w Polskich Kolejach Państwowych, w dziale literackim tygodnika „Kultura”.
Pod koniec życia poeta prowadził razem z matką kiosk „Ruchu” na warszawskiej Chomiczówce, był tu także listonoszem. Pisał fraszki i krótkie wiersze.
Zmarł 26 stycznia 2001 na atak serca i został pochowany na cmentarzu komunalnym Północnym w Warszawie (kwatera S-X-3, rząd 2, grób 36).

## Nagrody
- Laureat ogólnopolskiego konkursu na debiut poetycki roku (1973)
- Laureat konkursu na nowy przekład wierszy Puszkina (1977)

## Poezja
- Krzysztof Maria Sieniawski, Serce transkontynentalne, wiersze, Oficyna Wydawnicza Alma-Press, 1986 rok
- Krzysztof Maria Sieniawski, Eroticon, Wydawnictwo „Iskry”, 1986 rok
- Krzysztof Maria Sieniawski, HISTORYJKA – wiersze, Oficyna Wydawnicza RAMPA, Warszawa 2001, s. 260
- Przeszłość przyszłości. Antologia Konfederacji Nowego Romantyzmu, pod red. Bohdana Urbankowskiego. – Warszawa: Oddział Warszawski Związku Literatów Polskich, 1993 rok
- Krzysztof Maria Sieniawski, BYŁ TAKI FILM – wiersze, Oficyna Wydawnicza RAMPA, Warszawa 2001, s. 110
- Andrzej Żmuda, Antologia erotyki. Wiersze o miłości polskich poetów, Warszawa: Ad Oculos, 2008 rok. s. 200, ISBN 978-83-60222-93-5, s. 150.
- Кшиштоф Мария Сенявский, стихи, перевод Е. Славороссовой „Детская школьная академия” №3, 2008
- Кшиштоф Мария Сенявский, стихи, перевод Е. Славороссовой „Истоки” 2011-2012
- Кшиштоф Мария Сенявский, стихи, перевод Е. Славороссовой „Переводчик” №12, 2012
- Сенявский, Кшиштоф Мария. Перевод Славороссовой Е. А. «Эротикон» Кшиштофа Мария Сенявского. – Чита: ©ЗабГУ, 2017. – 259 с. // Научно-художественный журнал «Переводчик» № 17, ISSN 2073-5618, стр. 23 – 30.
- Сенявский, Кшиштоф Мария. Перевод Славороссовой Е. А. Русские сны польского поэта. – Чита: ©ЗабГУ, 2019. – 260 с. // Научно-художественный журнал «Переводчик» № 19, ISSN 2073-5618, стр. 63 – 76.
- Сенявский, Кшиштоф Мария. Перевод Славороссовой Е. А. Реквием по мечте. Лирика - Чита: ©ЗабГУ, 2022 - 269 с. // Литературно-художественный журнал «Переводчик» № 22, ISSN 2073-5618, стр. 29 — 41.
- Кшиштоф Мария Сенявский „Эпитафия Сергею Есенину”. Перевод Дениса Пелихова Литературно-исторический журнал „Дом польский” выпуск 26, 2021[7].

## Tłumaczenia
- Sieniawski, Krzysztof Maria, Wysocki W. Na bratnich mogiłach. – В: перевод / Lit. na Świecie. № 10 // Журнал. – Warszawa: Lit. na Świecie, 1979. – 191 с. (польск.)
- Krzysztof Sieniawski, переводы „Literatura Radziecka” („Советская литература”) №6 1980 с.82-83, 112, 133-134, 157, 158, 163, 178-179 ISSN 0202-1854.

## Proza i krytyka
- Krzysztof Maria Sieniawski: Pod dobra datą. Wydawnictwo VIPART, ISBN 83-87124-36-2, Wydanie 1, rok 2002, s. 124
- Sieniawski Krzysztof: Jest się czego bać. Wiadomości Kulturalne 1994 nr 19 s. 7
- Sieniawski Krzysztof: Romantycy i pozytywiści. Wiadomości Kulturalne 1995 nr 10 s. 14
- Sieniawski Krzysztof: Tradycja i nowatorstwo. Wiadomości Kulturalne 1995 nr 13 s. 14 (o poezji i prozie...)
- Sieniawski Krzysztof: Rozpoznanie złóż. Wiadomości Kulturalne 1994 nr 6 s. 21
- Sieniawski Krzysztof: Opowieści człowieka ciepłego. (Ustinov Peter). Wiadomości Kulturalne 1996 nr 15 s. 20
- Krzysztof Maria Sieniawski: U progu bajki (rzecz o wierszach Jana Wołka)
- Сенявский, Кшиштоф Мария, Славороссова Евгения. Почтовый романс. Письма. — В: Эпистолярий / «Истоки». Выпуск 14 // Альманах. — М. : Издательство «Перо», 2021—2022. — 336 с. — ISBN 978-5-903852-02-4. — С. 285—303.
- Сенявский, Кшиштоф Мария, Славороссова Евгения. Почтовый романс. Письма. Продолжение. — В: Эпистолярий / «Истоки». Выпуск 15 // Альманах. — М. : Издательство «Перо», 2022—2023. — 314 с. — ISBN 978-5-903852-02-4. — С. 266—281.
- Сенявский, Кшиштоф Мария, Славороссова Евгения. Почтовый романс. Письма. Продолжение. — В: Эпистолярий / «Истоки». Выпуск 16 // Альманах. — М. : Издательство «Издательские Технологии», 2023—2024. — 350 с. — ISBN 978-5-903852-02-4. — С. 192—218.

## Wydawnictwa
- Leszek Żuliński, „Krzysztof Maria Sieniawski (1951–2001), czyli po drugiej stronie słońca”[8]
- Kamil Dźwinel, Małgorzata Lisecka, „Krzysztof Maria Sieniawski śpiewany. Wokół muzycznej interpretacji tekstu poetyckiego”, Uniwersytet Mikołaja Kopernika, Toruń[9]
- Dźwinel, Kamil. Krzysztof Maria Sieniawski – człowiek piosenki / PIOSENKA ROCZNIK 2014 NR // publicystyka. – Opole: Muzeum Polskiej Piosenki w Opolu, 2014. – 436 с. – С. 188-189
- Dzwinel, Kamil, Poszedłem w druga stronę… Z Przemysławem Gintrowskim rozmawia Kamil Dzwinel na temat Krzysztofa Marii Sieniawskiego. Rozmowa przeprowadzona 26 września 2009 r. tuż przed koncertem pieśniarza w Galerii Porczyńskich / PIOSENKA ROCZNIK 2014 NR // publicystyka. – Opole: Muzeum Polskiej Piosenki w Opolu, 2014. – 436 с. – С. 190-191[1]
- Евгения Славороссова, „Сны поэтов”, «Чудеса и приключения» №1 2010
- Евгения Славороссова, „КШИШТОФ – FOREVER!”[5]
- Евгения Славороссова, „Последний польский романтик”[5]
- Евгения Славороссова, стихи, „Истоки” 2011-2012
- Евгения Славороссова, стихи[10]
- Е. Шокальски, „Сергей Есенин – поэт, в Польше незабытый”[11]

## Pozostałe formy
- Wirtualne muzeum „Krzysztof Maria Sieniawski” w „Naszej Chomiczówce”.
- Konkurs literacki dla debiutantów im. Krzysztofa Marii Sieniawskiego organizowany przez Dom Kultury Śródmieście w 2009 r.

## Dyskografia
- 1978 Psalmy i Requiem – z towarzyszeniem chóru i orkiestry, płyta winylowa, wydawca: Tonpress, wykonanie: Przemysław Gintrowski – śpiew; Grupa Niebo – chór; orkiestra, słowa: Tadeusz Nowak, Krzysztof Maria Sieniawski, Zbigniew Herbert, Bogusław Żmijewski, muzyka: Przemysław Gintrowski, Stanisław Krupowicz, Stefan Brzozowski
- 1979 Requiem, wydawca: Tonpress oraz Socjalistyczny Związek Studentów Polskich (płyta winylowa), słowa: Krzysztof Maria Sieniawski muzyka: Przemysław Gintrowski, Stanisław Krupowicz
- 1979 Mury, wydawca: Wifon, 1981 (kaseta, nr kat. CK-0159A), Wifon, 1990 (płyta winylowa), Pomaton Emi, 1991 (kaseta, nr kat. POM 005), Pomaton Emi, 1999 (CD, nr kat. 5228392E), Pomaton Emi, 2004 (CD, w zestawie Syn Marnotrawny), wykonanie: Przemysław Gintrowski – śpiew, gitara; Jacek Kaczmarski – śpiew, gitara; Zbigniew Łapiński – fortepian, słowa: Jacek Kaczmarski, Zbigniew Herbert, Krzysztof Maria Sieniawski, Mieczysław Jastrun, muzyka: Jacek Kaczmarski, Przemysław Gintrowski, Lluís Llach
- 1991 Mury w Muzeum Raju, wydawca: Pomaton Emi, 1991 (CD, nr kat. POM CD 008),Pomaton Emi, 1991 (2 kasety, nr kat. POM 023, POM 024)
- 2002 (album dwupłytowy + Wojna postu z karnawałem, nr kat. 5417412), Pomaton Emi, 2004 (CD, w zestawie Syn Marnotrawny) wykonanie: Przemysław Gintrowski – śpiew, gitara; Jacek Kaczmarski – śpiew, gitara; Zbigniew Łapiński – śpiew, fortepian; słowa: Jacek Kaczmarski, Natan Tenenbaum, Mieczysław Jastrun, Krzysztof Maria Sieniawski, Sergiusz Jesienin (wykorzystany fragment wiersza), muzyka: Jacek Kaczmarski, Przemysław Gintrowski, Zbigniew Łapiński, Lluís Llach

## Klipy
- «Przyjaciele, których nie miałem». Krzysztof Maria Sieniawski – Przemysław Gintrowski
- «Śmiech». Krzysztof Maria Sieniawski – Przemysław Gintrowski
- «Epitafium dla Sergiusza Jesienina». Krzysztof Maria Sieniawski – Przemysław Gintrowski
- «Requiem». Krzysztof Maria Sieniawski – Przemysław Gintrowski
- «Pani Bovary». Krzysztof Maria Sieniawski – Przemysław Gintrowski